# グンナイ君
『グンナイ君』は、荻原賢次による日本の4コマ漫画。『夕刊読売』および『読売新聞』夕刊に1951年9月1日から同年12月まで連載された。
1949年11月27日創刊の『夕刊読売』には創刊号から秋好馨の『轟先生』が掲載されていたが、1951年9月1日に『轟先生』は朝刊へ移動し、夕刊では『グンナイ君』の連載が開始した。連載中の同年10月1日より『夕刊読売』は読売新聞に統合され、『読売新聞』夕刊となった。『グンナイ君』は同年12月までの4ヶ月間のみの連載であった。
成人男性で後ろ髪の撥ねたグンナイ君が主人公である。小学生くらいの男児も登場するが血縁関係は不明である。セリフは吹き出しを使わずに書かれている。
『グンナイ君』連載終了後は、1952年1月3日より同年5月30日まで、デ・ラ・トレの作による『リツル・ペドロ』が連載された（William De la Torre, Little Pedro 海外漫画の翻訳連載）。
2016年12月8日付配信のBuzzFeed Japanで、首相の安倍晋三が真珠湾訪問を表明していることについて歴代首相初と各種新聞で報道されたが、既に吉田茂が訪問しているとし、そのことを報道する65年前の1951年9月13日の夕刊読売の画像つきで配信された。その際に紙面左上の『グンナイ君』第12回も丸ごと写ったままで、インターネットメディア上で広く『グンナイ君』が人目に触れることとなった。

## 註
1. ↑  “【更新】「安倍首相の真珠湾訪問「現職初」ではなかった　各紙間違えたけど、実はあの人が”.   BuzzFeed Japan. 2016年12月8日閲覧。